# Apletodon barbatus
Apletodon barbatus is een straalvinnige vissensoort uit de familie van de schildvissen (Gobiesocidae). De wetenschappelijke naam van de soort is voor het eerst geldig gepubliceerd in 2010 door Fricke, Wirtz & Brito.